# 1920年黎巴嫩议会议长选举
1920年黎巴嫩议会议长选举是黎巴嫩首次议会议长选举。
17名大黎巴嫩行政委员会议员最终选举达乌德·阿蒙为行政委员会议长。